# 里見たかし
里見 たかし（さとみ たかし、1931年7月17日 - 2013年11月9日）は、日本の男性俳優、声優。本名は相沢 孝義（あいざわ たかよし）。

## 人物・略歴
喜劇、テレビアニメ、特撮などで俳優、声優の両面で活躍した。大衆演劇の里美たかしは別人。
1954年に浅草フランス座に入団し、軽演劇で活躍。カタバミプロダクション、池末事務所、東京俳優生活協同組合を経て、手相占いで「救ってくれる人が西にいる」と言われたことがきっかけで大阪に拠点を移し、藤山寛美の楽屋を訪ねたことで1976年に松竹新喜劇に入団。
2013年11月9日に心不全で死去。82歳没。

## 出演作品

### テレビドラマ
- 青年同心隊 （1964年、TBS）- 芋屋の源太
  - 第2話「同心隊とび出す」
  - 第8話「片目千両」
- 快傑黒頭巾（1966年、CX）
- 刑事くん 第1シリーズ 第18話「冬空への誓い」（1972年1月3日、TBS）
- ありがとう 第2シリーズ 第28話（1972年8月3日、TBS） - 入院患者
- 土曜日の女シリーズ 天使が消えていく（1973年、NTV）
- パパと呼ばないで 第35話「とんだ情操教育」（1973年、NTV / ユニオン映画） - 業者
- 荒野の用心棒 第25話「廃墟の宿に母恋唄が聞えて…」（1973年、NET / 三船プロ） - 伍助
- 雑居時代 第20話「もてないね?」（1974年、NTV / ユニオン映画） - 秘密探偵社の男
- おんな浮世絵・紅之介参る! 第2話（1974年、NTV / ユニオン映画）
- 傷だらけの天使 第25話「虫けらどもに寂しい春を」（1975年、NTV）
- 大江戸捜査網 第187話「血を呼ぶ鬼同心」（1975年、12ch / 三船プロ）
- 伝七捕物帳 第109話 「舞い降りた鶴」（1976年、NTV）
- NHK大河ドラマ「勝海舟」（NHK）
- 子連れ狼 第1作目

### テレビアニメ
- 巨人の星
- 天才バカボン
- 赤胴鈴之助
- 小さなバイキングビッケ（チューレ[7]）
- ファイトだ!!ピュー太（トラックの運転手、ほか）

### 劇場アニメ
- ヤスジのポルノラマ やっちまえ!!

### 特撮
- アイアンキング（テキ屋、不動産屋）
- イナズマン（トゲバンバラの声）
  - 飛び出す立体映画 イナズマン（再生イツツバンバラの声、再生ホシバンバラの声、再生トゲバンバラの声、再生エノグバンバラの声）
- 宇宙鉄人キョーダイン（ガトリンガーの声）
- 少年探偵団 (BD7)（校長先生）
- 人造人間キカイダー（アカクマバチの声、ダイダイカタツムリの声）
- 超人バロム・1（キバゲルゲの声）
- 透明ドリちゃん（風の精ジャックの声）